# 10e cérémonie des BET Awards
La 10e cérémonie des BET Awards, organisée par la chaîne Black Entertainment Television a eu lieu le 27 juin 2010 au Shrine Auditorium de Los Angeles et a récompensé les meilleurs Afro-Américains et autres minorités dans divers domaines du divertissement au cours de l'année précédente.
La cérémonie a été présentée par Queen Latifah.

## Palmarès
| Vidéo de l'année (en) | Réalisateur de vidéo de l'année |
| --- | --- |
| ★Video Phone, Beyoncé avec Lady Gaga - Run This Town, Jay-Z avec Kanye West et Rihanna - Empire State of Mind, Jay-Z avec Alicia Keys - Nothin' on You, B.o.B avec Bruno Mars - It Kills Me, Melanie Fiona                                                 | ★Anthony Mandler - Benny Boom - Gil Green - Chris Robinson - Hype Williams                                                                    |
| Meilleure artiste féminine de RnB (en) | Meilleur artiste masculin de RnB (en) |
| ★Alicia Keys - Beyoncé - Mary J. Blige - Melanie Fiona - Rihanna | ★Trey Songz - Chris Brown - Raheem DeVaughn - Maxwell - Usher                                                                                 |
| Meilleure artiste féminine de hip-hop (en) | Meilleur artiste masculin de hip-hop (en) |
| ★Nicki Minaj - Ester Dean - Lil' Kim - Rasheeda - Trina | ★Drake - B.o.B - Fabolous - Jay-Z - Ludacris                                                                                                  |
| Meilleure collaboration (en) | Meilleur nouvel artiste (en) |
| ★Jay-Z avec Alicia Keys, Empire State of Mind - Beyoncé feat. Lady Gaga, Video Phone - B.o.B avec Bruno Mars, Nothin' on You - Drake avec Trey Songz, Successful - Drake avec Lil Wayne, Kanye West et Eminem, Forever - Trey Songz avec Fabolous, Say Aah | ★Nicki Minaj - Justin Bieber - Melanie Fiona - Wale - Young Money                                                                             |
| Meilleur groupe (en) | Choix du téléspectateur (en) |
| ★Young Money - The Black Eyed Peas - Clipse - Diddy-Dirty Money - New Boyz | ★Hard, Rihanna avec Young Jeezy - Sweet Dreams, Beyoncé - Say Aah, Trey Songz avec Fabolous - Everything to Me, Monica - Bedrock, Young Money |
| Jeune vedette (en) | Prix Centric (en) |
| ★Keke Palmer - Selena Gomez - Lil' JJ - Willow Smith - Tyler James Williams | ★Monica - Melanie Fiona - Maxwell - Chrisette Michele - Sade                                                                                  |
| Meilleure actrice (en) | Meilleure acteur (en) |
| ★Mo'Nique - Taraji P. Henson - Regina King - Zoe Saldana - Gabourey Sidibe | ★Idris Elba - Quinton Aaron - Don Cheadle - Jamie Foxx - Denzel Washington                                                                    |
| Meilleur film (en) | Meilleur artiste de gospel (en) |
| ★Precious - Avatar - Law Abiding Citizen - Michael Jackson's This Is It - The Blind Side | ★Marvin Sapp - The Anointed Pace Sisters - Kirk Franklin Presents Artists United For Haiti - Tamela Mann - Vickie Winans                      |
| Athlète féminine de l'année (en) | Athlète masculin de l'année (en) |
| ★Serena Williams - Tamika Catchings - Vanessa James - Candace Parker - Venus Williams | ★LeBron James - Carmelo Anthony - Usain Bolt - Kobe Bryant - Tiger Woods                                                                      |
| Meilleur artiste international | |
| ★Dizzee Rascal (UK) - Kojo Antwi (Ghana) - Chipmunk (UK) - Estelle (UK) - Hip Hop Pantsula (HHP) (South Africa) - K'NAAN (Somalia) - M.I (Nigeria) - P-Square (Nigeria) - Corinne Bailey Rae (UK) - Sade (UK)                                              | |

## L'hommage de Chris Brown à Michael Brown
Au cours des prix, Chris Brown a rendu hommage à Michael Jackson.